# Gisela Wilke

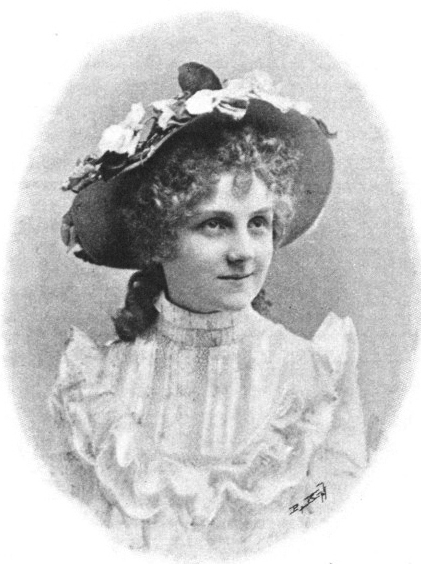
Gisela Wilke (1900)

Gisela Wilke (* 30. Juni 1882 in Olbernhau, Deutsches Reich; † 25. September 1958 in Wien) war eine deutsch-österreichische Burgschauspielerin.

## Leben
Gisela Wilke entstammte einer alten Theaterfamilie, sie stand ab ihrem sechsten Lebensjahr auf der Bühne. Sie spielte Kinderrollen am Deutschen Theater in Berlin und ging mit neun Jahren mit der Meinigertruppe nach New York. Im Jahr 1900 wurde sie auf Empfehlung von Marie Geistinger an das Burgtheater engagiert, wo sie 1912 zur Hofschauspielerin ernannt wurde. Dort erhielt sie 1935 die Ehrenmitgliedschaft. Sie stand 1944 in der Gottbegnadeten-Liste des Reichsministeriums für Volksaufklärung und Propaganda.

## Filmografie
- 1939: Ein hoffnungsloser Fall
- 1943: Wien 1910
- 1949: Es lebe das Leben
- 1949: Prämien auf den Tod
- 1951: Dämonische Liebe
- 1952: Abenteuer in Wien
- 1953: Ich und meine Frau